# Мортен Лунд (предприемач)
Мортен Лунд (на датски: Morten Lund) е датски предприемач, основател или съинвеститор в компании като Skype, ZYB, Zecco.com, Polar Rose (технология за лицево разпознаване), Maxthon, Bullguard, Tradeshift, AirHelp, Itembase, LundXY и OnlyXO.

## Биография
Роден е на 3 април 1972 г. в град Роскиле, Дания. Учи икономика в Университета на Одензе, но прекъсва, за да се отдаде на бизнеса си.
През 1996 г. заедно с приятели основава уеб консултантската компания Neo Ideo. Тя става една от трите най-големи агенции в Дания преди продажбата ѝ на рекламния гигант Leo Burnett през 1999 г. Първата му голяма инвестиционна фирма е LundXY, която оперира с различни намерения – ориентирани бизнеси и вестник Nyhedsavisen. Провалът на вестника води до фалит на Лунд.
След фалита си, през 2013 г. той стартира нова бизнес мрежа, известна като OnlyXO, чрез която ръководи редица компании на ранен етап, включително Capital Aid, Itembase и AirHelp, както и няколко стартиращи компании, които той лично съосновава. Настоящият фокус е върху компаниите за финансови технологии, които могат да бъдат интегрирани със системите на специалиста по цифрово фактуриране Tradeshift. Capital Aid е считан като „звездния проект“. Освен това, като част от мрежата OnlyXO, Лунд спомага за стартирането на инициативи, които отговарят на собствените му нужди като сериен предприемач, включително pitchXO, Tofte & Company и Sharkboard.
През юли 2021 г. Мортен Лунд прави интервю пред bTV по адрес на настоящия български финансов министър и вицеприемиер Асен Василев, с когото е бил съдружник. Той твърди, че докато са били съдружници, е измамил него и други инвеститори, след като е продал без тяхно знание софтуерен код на китайска компания. По негови думи Асен Василев и няколко програмисти вземат кода и заминават за Китай, за да го продадат на китайското правителство. Асен Василев отрича.